# Svegliaginevra
svegliaginevra (* 1991 als Ginevra Scognamiglio in Benevento) ist eine italienische Indie-Sängerin und Cantautrice.

## Werdegang
Die Sängerin studierte in Rom und sammelte 2017 in Melbourne erste Erfahrungen mit ihrer Band Indigo Milks. 2020 wurde sie solistisch mit dem Lied Come fanno le onde bekannt. Dieses war 2021 auch im Soundtrack der zweiten Staffel der Netflix-Serie Drei Meter über dem Himmel zu hören. Mit dem Lied Punto nahm Svegliaginevra an Sanremo Giovani 2020 teil. 2021 veröffentlichte sie schließlich beim unabhängigen Label La Clinica Dischi das Debütalbum Le tasche bucate di felicità. Anschließend tourte sie durch Italien. Ein Jahr später legte sie das zweite Album Pensieri sparsi sulla tangenziale vor, in dem sie auch mit Zero Assoluto zusammenarbeitete.

## Diskografie
Alben
- Le tasche bucate di felicità (La Clinica Dischi, 2021)
- Pensieri sparsi sulla tangenziale (La Clinica Dischi, 2022)

## Belege
1. 1 2  Elena Palmieri: svegliaginevra: scrivere canzoni e fare musica sono una terapia. In: Rockol.it. 22. April 2022, abgerufen am 21. November 2022 (italienisch).
2. 1 2  Svegliaginevra. Locusta, abgerufen am 21. November 2022 (italienisch).
3. ↑  Samantha Suriani: Sanremo Giovani 2020: l’elenco con i 61 ammessi. In: Bellacanzone. 9. Oktober 2020, abgerufen am 21. November 2022 (italienisch).

| Personendaten    | Personendaten                               |
| ---------------- | ------------------------------------------- |
| NAME             | svegliaginevra                              |
| ALTERNATIVNAMEN  | Scognamiglio, Ginevra (Geburtsname)         |
| KURZBESCHREIBUNG | italienische Indie-Sängerin und Cantautrice |
| GEBURTSDATUM     | 1991                                        |
| GEBURTSORT       | Benevento                                   |